# Wernsdorf (Bavière)
Pour les articles homonymes, voir Wernsdorf.
Wernsdorf est un petit village situé en Bavière, Allemagne, plus précisément en Haute-Franconie, dans l'arrondissement de Bamberg.
Wernsdorf appartient à la commune de Strullendorf, à la jonction des routes nationales 2188 et 2210 ; il jouxte le village voisin d'Amlingstadt.
Sa population en 2009 était de 444 habitants .
Il est célèbre pour son château.